# Jim Davis
James Robert "Jim" Davis (1945) és un dibuixant de còmics conegut mundialment per crear el 1978 el personatge de Garfield, el gat mandrós.

## Biografia
Davis va néixer a Fairmount (Indiana), prop de Marion, el 28 de juliol de 1945, on va créixer en una petita granja amb el seus pares James William (Jim Sr) i Catherine (Betty) Davis-Carter, el seu germà Dave, i vint-i-cinc gats. Hauria probablement esdevingut granger com son pare, si no hagués tingut astma, el que va l'obligar a quedar-se a l'interior, lluny de les tasques agrícoles. Va ocupar el temps dibuixant.
Va debutar com a dibuixant amb un còmic inspirat en la vida escolar a la revista The Breeze de la Fairmount High School on va rebre els estudis secundaris. Davis va estudia art i negocis a la Ball State University. Durant els estudis va ser iniciat en la fraternitat Theta Xi.
Després de la universitat, Jim Davis va treballar dos anys treballant per a una agència de publicitat local i després va esdevenir l'assistent del creador de Tumbleweeds, Tom Ryan. Va començar un primer còmic, sobre la xinxa Gnorm Gnat. Quan el va presentar a un editorial de diaris, el van refusar dient: «És divertit, però xinxes? Qui pot relacionar-se amb un xinxa?» Després de cinca anys, la xinxa Gnorm, va morir, aixafada per un peu de gegant.
La infància en una granja va inspirar el personatge de l'amo Garfield, semblantment, Jon Arbuckle és un dibuixant que té el seu aniversari eel 28 de juliol i que va néixer en una granja on viu amb els seus pares i germà Doc Boy.

## Obres
El 19 de juny de 1978, Garfield s'estrena en 41 diaris. Avui, apareix en més de 2100. El nom prové de l'avi de Davis, que es deia James Garfield Davis, tal com s'explica en el llibre Garfield at 25: In Dog Years I'd Be Dead.
Entre el 1986 i el 1988 va dibuixar US Acres, La granja de l'Orson un còmic sobre els animals d'una granja.
De 1988 a 1994 va crear també Garfield i els seus amics (Garfield and Friends), una sèrie de televisió animada de set temporades. Va ser creada pel mateix autor amb arguments independents de les tires còmiques excepte pels acudits curts. Contenia dos capítols de Garfield i un de La granja de l'Orson basada en els personatges d'U.S. Acres.